# Мешчовск
Мешчовск (на руски: Мещовск) е град в Русия, административен център на Мешчовски район, Калужка област.
Населението на града към 1 януари 2018 г. е 3837 души.